# Molinos (Teruel)
Pour les articles homonymes, voir Molinos.
Molinos est un village espagnol de la province de Teruel dans la région autonome d'Aragon. Il est situé au sud de cette région autonome (Bas-Aragon) dans le parc naturel du Maestrazgo, à proximité de la frontière avec la Communauté valencienne.

## Géographie
Le climat y est tempéré, avec une altitude modérée (800 à 900 m) et la proximité relative avec la mer Méditerranée. Étés chauds et arides, hivers tempérés, voire assez froids. Célèbre pour ses « grottes de cristal », vit principalement du tourisme et de l'agriculture (élevage ovin extensif, élevage porcin, etc.). Sa population vieillissante a été victime de l'exode rural vers les grandes métropoles voisines (Saragosse à 100 km, Barcelone à 300 km) et l'étranger.
Le cadre naturel préservé et le charme de son architecture en font un village pittoresque. Relativement loin des grands axes, le tourisme de masse n'a pas encore altéré l'authenticité de ce village, les paysages y sont tantôt désertiques, tantôt forestiers, parsemés de gouffres spectaculaires, de pics calcaires, de cultures en terrasse, d'haciendas d'autres âges en ruine.

## Zone protégée
- Les grottes de Cristal de Molinos